# Région non traduite
Pour les articles homonymes, voir UTR.
 (janvier 2021).
Si vous disposez d'ouvrages ou d'articles de référence ou si vous connaissez des sites web de qualité traitant du thème abordé ici, merci de compléter l'article en donnant les références utiles à sa vérifiabilité et en les liant à la section « Notes et références ».
Les  régions non traduites, ou régions UTR (untranslated regions en anglais), sont les parties de l'ARNm issues de la transcription de l'ADN qui ne sont pas traduites en protéines.
On distingue les régions 5'-UTR (contenant par exemple la coiffe chez les eucaryotes) et 3'-UTR, respectivement du côté 5' et 3' de l'ARNm.
Les régions UTR — que l'on retrouve tant chez les eucaryotes que chez les procaryotes, virus inclus — ont une grande importance dans la régulation de l'expression d'un gène. 
Les régions 5'-UTR régulent l'expression des gènes via l'interaction entre des éléments structuraux de l'ARNm (au niveau des séquences cis-régulatrices) et des protéines régulatrices. Ces interactions entre ARNm et facteurs de régulation permettent : 
- Le transport/localisation de l'ARNm ;
- La régulation de sa stabilité ;
- La régulation de sa traduction.

On constate que la longueur de cette séquence 3' varie énormément dans l'ARNm des mammifères (de 60-80 à 4000 nucléotides), ce qui suggère que le génome humain, au cours de l'évolution, a amélioré son mécanisme de contrôle post-transcriptionnel.